# Saskia Holmkvist
Saskia Holmkvist, född 1971, är en svensk konstnär som bor och arbetar i Stockholm.
Saskia Holmkvist arbetar främst med video och performance där hon undersöker äkthet och trovärdighet inom media och kommunikation. Hon är bland annat representerad på Moderna museet i Stockholm där också ett av hennes nyckelverk (Interview With Saskia Holmkvist (2005)) är inspelat.
Holmkvist är utbildad vid Konstfack och Gerrit Rietveld Academy.